# Giuseppe Maria Giovene
Giuseppe Maria Giovene (Molfetta, 23 gennaio 1753 – Molfetta, 2 gennaio 1837) è stato un naturalista, agronomo, meteorologo, entomologo, ittiologo, geologo, e arciprete italiano.
È noto soprattutto per i suoi studi sulla "nitrosità" del Pulo di Molfetta, che lo hanno reso famoso anche all'estero, tanto da essere citato e apprezzato da molti studiosi italiani ed esteri, tra cui il professor Eberhard August Wilhelm von Zimmermann in una sua pubblicazione.
I suoi lavori scientifici, riguardanti principalmente l'agronomia, la botanica e la meteorologia, non erano solo disinteressati e tesi alla mera conoscenza dei fenomeni naturali, ma, caratteristica comune dei primi lavori scientifici del Regno di Napoli, avevano come obiettivo sviluppare e rendere efficiente l'agricoltura. Fu socio di molte accademie, tra le quali la Società italiana delle scienze e, per la sua versatilità, fu definito un "dotto enciclopedico".
Fu anche un ecclesiastico, e ricoprì molti importanti incarichi, tra i quali quelli di arciprete e vicario apostolico. Si interessò, inoltre, di numismatica, collezionando antiche monete e medaglioni, e possedeva anche una collezione di antichi vasi italogreci (detti etruschi). Per quanto riguarda il suo carattere, invece, è ricordato da molti per il suo spirito caritatevole e la sua modestia, tanto che a volte preferiva non pubblicare i suoi articoli, i quali venivano pubblicati da suoi colleghi, come ad esempio l'abate Ciro Saverio Minervini.
Fu uno dei primi scienziati pugliesi e dimostrò notevoli capacità scientifiche, contribuendo a estirpare "dai bravi pugliesi la vergognosa marca di pigri ed ignoranti". La sua attività di ricerca era svolta coi metodi moderni dell'osservazione e dell'esperimento, "seguendo le massime del Galilei". "Gradiva perciò leggere le osservazioni altrui, ma piacevagli di esaminare coi proprj occhi l'intero procedimento di esse".

## Biografia

### L'infanzia e l'adolescenza
Giuseppe Maria Giovene nacque a Molfetta il 23 gennaio 1753 da Giovanni Giovene e da Antonia Graziosi. Il padre, in punto di morte, lo affidò al vescovo di Molfetta Celestino Orlandi, il quale lo istruì fino all'età di 8 anni e, successivamente, studiò presso i padri gesuiti, che allora occupavano il Gran Collegio di Molfetta, fino all'età di 12 anni. Nel 1766 si recò a Roma e fu ammesso al noviziato dei gesuiti, nonostante non avesse l'età prescritta, ma dopo soli otto mesi l'ordine dei gesuiti fu soppresso e i gesuiti furono espulsi. Giovene non poté seguire i gesuiti all'estero a causa di una malattia, nonostante avesse voluto.
Durante la sua infanzia, mostrò di non amare i "giovanili diletti" e preferiva discutere con uomini dotti. Tornato a Molfetta, dopo essersi ripreso dalla malattia, studiò filosofia e matematica nel seminario di Molfetta sotto la direzione del vescovo Celestino Orlandi. Tra l'altro studiò anche diritto, e, già da ragazzo, cominciò a manifestare una predisposizione per le scienze naturali. Si recò a Napoli, quando ancora non era che un chierico, e lì fu raccomandato a Ciro Saverio Minervini e conobbe persone dotte e famosi naturalisti come ad esempio Vincenzo Petagna. Inoltre amava discutere con gli uomini dotti suoi conterranei, Giuseppe Saverio Poli e Ciro Saverio Minervini.

### Il ritorno a Molfetta
Nel 1773 ritornò a Molfetta, e il vescovo di Molfetta che lo aveva istruito, Celestino Orlandi, voleva che diventasse sacerdote della chiesa parrocchiale molfettese di Santo Stefano. Nonostante le resistenze di Giovene, il vescovo alla fine lo costrinse a partecipare al concorso per la selezione del sacerdote parrocchiale, e lo vinse. In quel momento, però, Celestino Orlandi, il suo tutore d'infanzia, morì, e in quel periodo scrisse l'orazione funebre Orazione pei solenni funerali di D. Celestino Orlandi (1775).
Nel frattempo fu eletto il nuovo vescovo di Molfetta, Gennaro Antonucci, il quale lo volle con sé come suo vicario apostolico, forse per via della sua fama o per la sua esperienza. Nel frattempo, Giovene non disprezzava di aiutare i più poveri, orfani, offrendo loro consulenze legali gratuite a tutela dai soprusi dei più forti. In quel periodo fu anche incaricato di insegnare diritto presso il seminario di Molfetta. Dal momento che, per poter diventare vicari, bisognava essere laureati, si recò a Napoli per adempiere ai doveri, e non perse occasione per discutere coi dotti di arte e storia naturale. Nonostante i suoi numerosissimi impegni, trovava sempre il tempo di dedicarsi alla storia naturale. Divenne anche arciprete della Cattedrale di Molfetta.

### L'anno 1799
Durante la Repubblica Partenopea del 1799, l'amico di Giovene Giuseppe Saverio Poli seguì re Ferdinando IV di Napoli in Sicilia, e affidò a Giovene la sua casa, la sua biblioteca, i suoi strumenti e tutto ciò che possedeva. Giovene non poté però impedire la depredazione fatta con la forza da alcuni ufficiali filofrancesi dell'effimera Repubblica Napoletana. A causa di ciò, molti rarissimi reperti di storia naturale, come ad esempio "le tavole in cera dei testacei", finirono all'Accademia delle Scienze di Parigi.

### Il vicariato a Lecce e il ritorno
La sua fama giunse fino a papa Pio VII, il quale lo scelse per la diocesi di Lecce. Giovene non voleva accettare quell'ulteriore onere, ma il suo rifiuto non fu considerato e divenne così vicario apostolico di Lecce dal 1806 al 1816 circa. In questo periodo, per sopraggiunte necessità, divenne anche vicario capitolare di Otranto e di Oria e si trovò a governare buona parte delle chiese della Provincia di Lecce.
Nel 1817 tornò a Molfetta, nella speranza di poter godere della quiete, ma gli furono subito assegnati nuovi incarichi. Fu anche vicario apostolico del vescovo di Molfetta Gennaro Antonucci, successore del vescovo Celestino Orlandi.
Accanto allo studio delle scienze coltivò anche la numismatica, raccogliendo monete e medaglioni di ogni tipo, e raccolse anche antichi vasi italogreci (detti etruschi), a quanto pare non per vanità, ma per finalità storiche. Inoltre scrisse anche poesie e utilizzò anche il latino. Insegnò anche fisica sperimentale, diritto e liturgia sacra nel seminario di Molfetta.
In particolare, Giovene poté avvalersi, durante gli insegnamenti di fisica sperimentale, dei non pochi strumenti forniti dal suo amico Giuseppe Saverio Poli. I suoi studenti tennero anche una dimostrazione nell'ampio cortile del palazzo vescovile e seminario di Molfetta, durante il quale furono condotti esperimenti relativi all'elettricità, all'aria, ai gas, durante i quali fu mostrato l'utilizzo di strumenti pneumatici ed elettrici e che suscitarono la curiosità di persone di ogni ceto. Gli esperimenti condotti dagli allievi di Giovene non erano condotti nemmeno dalle Università degli Studi di quel periodo. Questo contribuì a far crescere il prestigio del seminario.

### Ultimi anni
Nel 1820 fu anche membro del nuovo Parlamento costituzionale del Regno delle Due Sicilie per alcuni mesi. Anche nell'ultimo decennio della sua vita continuò a tenersi aggiornato e a leggere libri e giornali. In questo periodo, divenne sordo, il che gli rese difficile comunicare con gli altri; inoltre cominciò a soffrire di paralisi alla vescica e gli venne la cataratta al suo occhio sinistro. Per questo motivo dovette farsi aiutare per conoscere i progressi delle scienze e delle lettere.
Scrisse anche opere di carattere religioso e, inoltre, nell'ultima parte della sua vita, fu esortato dal vescovo di Molfetta Filippo Giudice Caracciolo a scrivere un'opera agiografica su san Corrado di Baviera, patrono della sua città natale Molfetta. Per poter scrivere l'opera, dovette consultare fonti medievali e a tal scopo si recò nell'Italia settentrionale e in Germania. L'opera, di piccole dimensioni ma assai raffinata, piacque a papa Gregorio XVI, e grazie al suo lavoro, Molfetta ottenne la "sanzione del culto che fin dal secolo 12 si prestava". Il suo libro sul santo divenne noto anche in Germania.
Morì a Molfetta il 2 gennaio 1837. Le sue ultime parole furono: "Lasciatemi in pace col mio Dio". Con una lettera al suo confessore e amico, il canonico D. Paolo Rotondo, ritrovata dopo la sua morte, proibì ogni fastosità o orazioni funebri di alcun tipo durante il suo funerale e chiese di essere seppellito nella chiesa di San Corrado. Ciononostante l'elogio funebre fu letto nella cattedrale di Molfetta e fu persino fatto stampare a Napoli dal pronipote Luigi Marinelli Giovene (il quale ristampò anche la maggior parte delle sue opere in un'opera in più volumi dal titolo Raccolta di tutte le opere del cav. Giuseppe Maria Giovene 1839-1841). Inoltre Giovene stesso scrisse l'epigrafe della sua tomba.

## Ricerca scientifica

### La "nitriera naturale" del Pulo di Molfetta

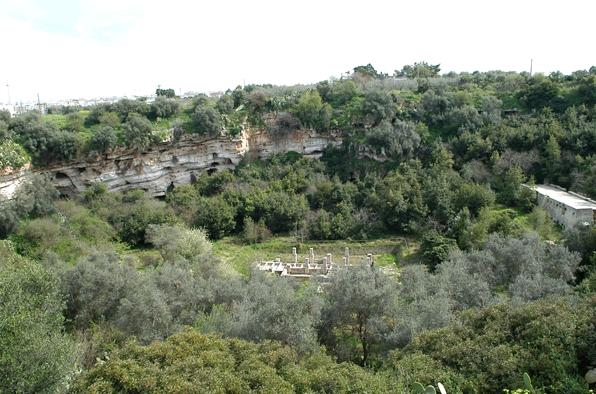
Il Pulo di Molfetta

Il nome di Giuseppe Maria Giovene è indissolubilmente legato alla scoperta della cosiddetta "nitriera naturale" del Pulo di Molfetta. Nel 1783, infatti, l'abate Alberto Fortis si era recato in Puglia per osservazioni naturalistiche e Ciro Saverio Minervini lo raccomandò a Giovene. In quest'occasione, Fortis e Giovene si conobbero, e quest'ultimo parlò a Fortis di uno sprofondamento del terreno di quella regione, il Pulo di Molfetta, nel quale Giovene credeva che ci fosse il nitro (detto anche salnitro e corrispondente all'odierno nitrato di potassio). Dopo un sopralluogo, Fortis constatò l'effettiva presenza di "nitro naturale" (cioè nitrato di potassio fornito da giacimenti).. Secondo altre fonti, invece, Fortis e Giovene avrebbero unitamente il merito di aver scoperto la nitriera. Secondo quanto scritto dal professor Zimmermann, la scoperta sarebbe da attribuire ad Alberto Fortis, e Giovene avrebbe avuto solo il merito di avergli parlato del Pulo di Molfetta e di averlo accompagnato.
La scoperta consisteva principalmente nell'aver osservato delle "infiorescenze" sulla roccia delle grotte del Pulo di Molfetta, ossia la formazione di una patina biancastra che era il salnitro. Una volta rimossa la patina, essa si riformava dopo un po'. Avevano anche notato che il processo (che oggi chiameremmo "reazione chimica") era influenzato dall'umidità, dalla temperatura e dall'acidità della terra stessa.
La scoperta generò anche attriti; in particolare, la scoperta fu inizialmente messa in dubbio. Successivamente, il chimico Giuseppe Vairo e il suo allievo Antonio Pitaro confermarono la scoperta. Questa indubbiamente generò un danno ai produttori di salnitro artificiale, e alcuni studiosi, verosimilmente sostenuti dai produttori, cercarono di confutare la scoperta. Il salnitro era un ingrediente fondamentale nella produzione della polvere da sparo, e pertanto tali giacimenti rivestivano notevole interesse strategico. In seguito alla scoperta, i naturalisti di tutta Europa accorsero in gran numero per visitare il Pulo di Molfetta, inviati dalle loro accademie, e tra questi ci fu lo stesso professor Zimmermann, il quale scrisse una pubblicazione nella quale è chiaro l'interesse per uno sfruttamento del salnitro. Giovene, inoltre, non perse l'occasione per confrontarsi con gli studiosi con cui veniva in contatto per via della nitriera.
In particolare, in una lettera ad Alberto Fortis datata 7 agosto 1784 e intitolata Osservazioni sulla nitrosità generale delle Puglie, Giovene confutò l'opinione di coloro che credevano che il salnitro del Pulo di Molfetta fosse dovuto agli escrementi di animali che una volta abitavano il Pulo. Inoltre dimostrò anche di essere un valente chimico, e di essere persino più competente dei salnitrai stessi, insegnando loro a correggere l'acidità di quelle terre (contenenti quantità eccessive di acido azotico (?)), aggiungendovi ceneri vegetali.
Come raccontato dal professor Zimmermann, in quel periodo nel Regno di Napoli il letame non poteva essere utilizzato come concime, ma doveva obbligatoriamente essere dato alle nitriere, affinché fabbricassero il nitrato di potassio (il cosiddetto "nitro"), data l'elevata richiesta in quel periodo per la produzione di polvere da sparo. La scoperta di Giovene avrebbe anche consentito ai contadini di utilizzare il prezioso letame come concime, e migliorato l'agricoltura.
Giovene, recatosi in seguito in viaggio con suo fratello per la Puglia, notò che il salnitro abbondava in molti altri luoghi della Puglia. Durante il suo viaggio, descritto nella stessa lettera di cui sopra, inviata ad Alberto Fortis, visitò il Pulo di Altamura, Gravina in Puglia, Minervino Murge e Canosa. Durante l'ispezione nelle grotte del Pulo di Altamura, Giovene non trovò alcuna traccia di nitrosità. Si recò quindi a Gravina in Puglia, dove, invece, in alcune grotte della Gravina trovò tracce di salnitro e notò, con grande sorpresa, che i salnitrai di Gravina in Puglia già raschiavano il salnitro periodicamente; quindi già sapevano cosa fosse. A tre chilometri circa da Minervino, inoltre, nelle grotte situate tra Santa Lucia e Sant'Elia, Giovene trovò altre tracce di salnitro. Anche la zona della cosiddetta Volturina era ricca di salnitro, ed era anch'essa nota ai salnitrai, i quali però non la sfruttavano perché le terre erano troppo acide e i salnitrai non sapevano come correggere l'acidità per produrre salnitro.
Insieme a Luca de Samuele Cagnazzi, Fortis e Giovene perlustrarono anche il Pulo di Altamura e Fortis, di ritorno da un viaggio nel Levante, si stabilì per un certo periodo ad Altamura nella proprietà di Cagnazzi. Successivamente si recarono entrambi a Napoli. Per la questione del Pulo, Alberto Fortis era visto da tutti di cattivo occhio a Napoli e lo stesso perdette persino "la Badia datagli dal Re precedentemente".

### Agronomia e meteorologia
In alcuni suoi scritti, Giovene si occupò anche della cosiddetta "rogna degli olivi", una malattia degli ulivi riconoscibile dai caratteristici tubercoli. La sua pubblicazione Sulla rogna degli ulivi (1789) tratta questo argomento. In particolare, Giovene riconobbe che la malattia non era causata dagli insetti, sebbene gli insetti poi si formassero. Inoltre distinse i tubercoli causati dal gelo da quelli generati dalla grandine o da corpi contundenti. Inoltre fece alcuni esperimenti bollendo rami attaccati dalla malattia, e arrivò alla conclusione che i tubercoli non causati dal gelo sono "figli di occhi ciechi, cioè di germi soffocati nel loro nascere", e la conferma di ciò la si aveva strappando i tubercoli dai rami e osservando il centro. Studiò anche i vermi e gli insetti che "corrodono e devastano il frutteto".
Nel corso della sua vita si occupò anche di meteorologia. Dopo la scoperta della nitriera naturale, una gran quantità di studiosi di varie accademie europee accorse a Molfetta, e Giovene ne colse l'occasione per conoscere e discutere con molti di loro. Uno di questi era Giuseppe Toaldo, il quale lo avvicinò e lo fece appassionare alla meteorologia, in qualità di scienza utile a regolare l'agricoltura. Nell'arco della sua vita, Giovene raccolse dati atmosferici, di precipitazione e barometrici, e studiandone l'andamento. Dal 1788 al 1797, ogni anno scrisse, partendo dalle sue osservazioni, una memoria delle precipitazioni e delle conseguenze sull'agricoltura. Giovene fu anche lodato dal più illustre meteorologista di quel periodo, Giuseppe Toaldo. In particolare, se Giuseppe Toaldo può ben essere considerato il fondatore della meteorologia italiana, Giovene può ben considerarsi il fondatore della meteorologia campestre italiana, tanto che riuscì ad avvicinare alla meteorologia alcuni eminenti studiosi di quel periodo, tra cui Luca de Samuele Cagnazzi.
Nel suo studio Prospetto comparato della pioggia della Puglia (1805), Giovene si avvalse dell'aiuto dei suoi illustri colleghi per ottenere dati pluviometrici dalle vicine città di Altamura, Ariano, Teramo, in aggiunta ai dati di Molfetta forniti da Giovene. Luca de Samuele Cagnazzi fornì i dati per la sua città Altamura, Giovanni Zerella fornì i dati di Ariano, mentre Orazio Delfico fornì i dati di Teramo. Con lo studio, Giovene intendeva dimostrare come la quantità di pioggia cadute nella Puglia non era tanto diversa da altre regioni europee (come ad esempio alcune regioni della Francia, che non hanno come la Puglia la fama di regione arida). Pur essendoci evidenti differenze con altre regioni europee ben più irrorate da pioggia o con la città americana di Santo Domingo, la differenza maggiore sarebbe da imputarsi all'irregolarità degli eventi piovosi.
Uno degli aspetti più innovativi dei suoi studi meteorologici è sicuramente quello di aver messo a confronto dati che in precedenza non erano generalmente studiati congiuntamente, cioè l'elettricità atmosferica e la pressione atmosferica. Per questi suoi studi, culminati nell'opera 'Osservazioni elettro-atmosferiche e barometriche insieme paragonate (1798), Carlo Amoretti affermò che Giovene "rendette alla meteorologia e alla fisica intera un immenso servigio".
Inoltre, nel Discorso meteorologico-campestre per l'anno 1797 (1798), Giovene aveva avuto la geniale e innovativa intuizione che l'evento eccezionale verificatosi nel 1797, di siccità protratta oltre i primi giorni di agosto (in contrasto con le osservazioni degli anni precedenti) potesse essere correlato alla diminuzione delle macchie solari, che era stata notata dagli astronomi del sole.

### L'"elettricismo"
Giovene contribuì anche a quello che allora era chiamato "elettricismo" e si occupò di elettricità atmosferica. Compì numerose osservazioni sulle variazioni elettriche e barometriche dell'atmosfera, e scrisse l'opera "Osservazione elettro-atmosferiche e barometriche insieme paragonate" (1798). Inoltre, dopo aver letto l'opera di Jan Hendrik van Swinden Dissertation on the Irregular Motions of the Magnetic Needle, scrisse anche un'appendice alla memoria di cui sopra, nella quale spiegava come le sue osservazioni confermavano le conclusioni di Van Swinden sulla correlazione tra pressione atmosferica, elettricità atmosferica, le aurore boreali e le oscillazioni magnetiche.

### La pioggia rossa
Giuseppe Maria Giovene, inoltre, interpretò correttamente il fenomeno della cosiddetta "pioggia rossa", caduta in Puglia il 7 marzo 1803. Si riteneva allora che la pioggia fosse stata causata dall'esplosione del Vesuvio o dell'Etna oppure che fosse dovuta al trasporto di materia del fondo marino sollevata per mezzo di vapori. Giuseppe Maria Giovene riuscì, con molta avvedutezza, a mettere in correlazione i venti precedenti alla pioggia, e arrivò alla conclusione che la sabbia proveniva dall'Africa era stata sospinta dal vento proveniente da sud-est.

### Entomologia
In uno scritto dal titolo Descrizione e storia della cocciniglia dell'ulivo (1807), Giovene trattò anche della cosiddetta "cocciniglia dell'olivo" (Coccus oleae = Saissetia oleae), rispondendo a Giovanni Presta, il quale negava l'esistenza dell'insetto nelle province di Bari e Otranto. Giovene mostrò che l'insetto era diffuso anche in quelle regioni, seppur più raro. Inoltre, Giovene scoprì anche il maschio della cocciniglia, il quale verosimilmente non era conosciuto in Europa, tanto che sul Dizionario di storia naturale di Parigi (1816) ((FR)  Nouveau dictionnaire d'histoire naturelle, appliquée aux arts, à l'agriculture, à l'économie rurale et domestique, à la médecine, etc.) c'era scritto: "il maschio non è conosciuto" ((FR)  Le mâle n'est pas connu).
Inoltre scrisse l'articolo Avviso per la distruzione dei vermi che attaccano la polpa delle olive (1792), nel quale forniva consigli ai contadini per la distruzione dei vermi musca oleae (=Bactrocera oleae), che rodono la polpa degli olivi.
I suoi scritti Sulla rogna degli ulivi (1789), Avviso per la distruzione dei vermi che attaccano la polpa delle olive (1792), Descrizione e storia della cocciniglia dell'ulivo (1807) sarebbero dovuti rientrare all'interno di un unico trattato sulle malattie degli olivi che Giovene aveva intenzione di dare alla luce, ma che non completò. Nel 1813 scrisse anche l'opera Delle cavallette pugliesi.

### Ittiologia
Giovene si occupò anche di ittiologia e studiò le specie marine. Chiedeva ai pescatori che gli portassero le specie marine più inusuali che riuscissero a trovare, pagandole. Scrisse anche le pubblicazioni Notizie sull'Argonauta Argo del Linneo e Di alcuni pesci del mare di Puglia (1827). In quest'ultima opera mostrava come alcune specie marine considerate esotiche popolavano in realtà il mar Mediterraneo.

### La datazione della Terra
Giuseppe Maria Giovene non nascose mai la sua profonda religiosità, così come il disprezzo per l'ateismo, che lui considerava vera "demenza". Inoltre difendeva e si basava sempre su ciò che era scritto nella Bibbia. A tal proposito, criticò le nuove teorie scientifiche secondo le quali la Terra sarebbe stata in realtà molto più vecchia di quanto scritto nella Bibbia. In alcuni discorsi inediti tenuti nell'Accademia di Religione Cattolica in Roma, Della pretesa antichità del tempo e Delle lave dell'Etna e degli argomenti che si pretende tirare per la molta antichità della Terra cercò di confutare quelle che Giovene considerava interpretazioni distorte della storia naturale.
Anche l'opera Di alcuni pesci del mare di Puglia (1827) contiene espliciti riferimenti a quelle che lui considera interpretazioni forzate le quali, partendo dai fossili di pesci ritrovati nell'entroterra, arriverebbero secondo lui a datare la Terra troppo indietro (a "immaginare secoli senza numero").

## Teologia
Nel corso della sua vita scrisse anche alcune opere teologiche, di cui una agiografica in latino dal titolo Vita Beati Conradi Bavari (1836), relativa a san Corrado di Baviera, e a tal scopo dovette recarsi nell'Italia settentrionale e in Germania al fine di consultare le fonti medievali sul santo. L'opera fu apprezzata da papa Gregorio XVI, il quale concesse a Molfetta la "sanzione del culto che fin dal secolo 12 si prestava".
Inoltre scrisse una lettera a Saverio Mattei, nella quale rispondeva a una domanda che lo stesso aveva posto a Giuseppe Vairo sulla tipologia di sale a cui Gesù Cristo si riferiva nel passo in cui disse agli apostoli vos estis sal terrae. Giovene, con ragionamenti nei quali mostrava la sua erudizione e le sue conoscenze di fisica e chimica, arrivò alla conclusione che Gesù Cristo si riferiva al salnitro (nitrato di potassio).

## Carità
Giuseppe Maria Giovene era noto anche per il suo spirito caritatevole, in modo particolare nei confronti dei più deboli, gli orfani, le vedove e gli oppressi. Occupato nei i suoi numerosi impegni e incarichi ecclesiastici e nei suoi studi, riusciva a trovare il tempo per offrire consulenze legali agli indifesi, in modo particolare a coloro che erano oppressi e perseguitati dai potenti. Inoltre, spesso forniva loro aiuti economici. In particolare, dopo la morte di suo fratello, il barone Graziano Giovene, ricevette in eredità un ingente patrimonio, e Giuseppe Maria Giovene decise di spartirlo con gli indigenti.

## La Società italiana delle scienze di Verona
A causa della morte di Lazzaro Spallanzani (1799), fu scelto come suo successore nella Società italiana delle scienze di Verona, divenendo così uno dei suoi 40 membri e pubblicando articoli in quasi ogni volume degli atti della società.

## Elogi di eminenti studiosi
- Eberhard August Wilhelm von Zimmermann, professore di matematica, fisica e storia naturale a Braunschweig, nella sua pubblicazione Voyage a la nitrière naturelle qui se trouve à Molfetta dans la terre de Bari en Pouille (1788): il "Sig. Canonico Giovene, il quale coltiva diverse parti della Storia naturale col più felice successo".[71]
- Il medico francese Pierre Thouvenel colmò Giovene di lodi per il suo contributo sull'elettricità atmosferica.[72] In particolare definì Giovene "uno tra i più famosi nella meteorologia fisica, e tra gli osservatori più accurati in agronomia" ((FR)  l'un des plus cèlébres en météorologie physique, et des plus exacts observateurs en agronomie).[73]

## Opere e pubblicazioni scientifiche
- Giuseppe Maria Giovene, Orazione pei solenni funerali di D. Celestino Orlandi, 1775.
- Giuseppe Maria Giovene, Lettera del Sig. canonico D. Giuseppe Maria Giovene, Vicario generale di Molfetta, al Sig. Abate Alberto Fortis, contenente varie osservazioni sulla nitrosità naturale della Puglia, Molfetta, 7 agosto 1784.
- Giuseppe Maria Giovene, Lettera del signor canonico Giovene al signor D. Saverio Mattei, Napoli, 1788.
- Giuseppe Maria Giovene, Sulla rogna degli ulivi, Napoli, Vincenzo Flauto, 1789.
- Giuseppe Maria Giovene, Sulla coltura degli ulivi e del modo di preparare il frutto per farne uso sulle mense, e di estrarne l'olio, con una ricetta per la conservazione delle ulive del canonico D. Giuseppe Maria Giovene.
- Giuseppe Maria Giovene, Lettera al Ch. Sig. Consigliere Mattei diretta a provare che Cristo N.S. allorquando disse agli Apostoli "Vos estis sal terrae" intese di paragonarli al Salnitro, 1790.
- Giuseppe Maria Giovene, Avviso per la distruzione dei vermi che attaccano la polpa delle olive, 1792.
- Giuseppe Maria Giovene, Discorso meteorologico-campestre sull'anno 1793,  pp. 73-91.
- Giuseppe Maria Giovene, Osservazioni elettro-atmosferiche e barometriche insieme paragonate, in Memorie della Società italiana delle scienze, vol. 8, 1798.[27][68]
- Giuseppe Maria Giovene, Appendice alle Osservazioni elettro-atmosferiche e barometriche insieme paragonate, in Memorie di matematica e fisica della Società italiana delle scienze, IX, Modena, Società Tipografica, 1802.
- Giuseppe Maria Giovene, Istruzione su la coltura del cotone a color di camoscio mandata alla Società patriottica di Milano, in Atti della Società patriottica di Milano.
- Giuseppe Maria Giovene, Sopra la caduta delle foglie degli alberi in autunno, in Atti della Società italiana delle scienze di Modena, vol. 13.
- Giuseppe Maria Giovene, Sonno delle piante.
- Giuseppe Maria Giovene, Discorso meteorologico-campestre per l'anno 1788.
- Giuseppe Maria Giovene, Discorsi meteorologico-campestri per gli anni 1789-1796 (otto pubblicazioni).[27][74]
- Giuseppe Maria Giovene, Discorso meteorologico-campestre per l'anno 1797, in Giornale letterario di Napoli, vol. 46, Napoli, Vincenzo Manfredi, 1798.
- Giuseppe Maria Giovene, Notizie sull'Argonauta Argo del Linneo, in Memorie della Società italiana delle scienze, vol. 14.[75][76]
- Giuseppe Maria Giovene, Lettera su di una pioggia rossa, 1803.[27][58]
- Giuseppe Maria Giovene, Lettera al celebre sig. Thouvenel su alcuni fenomeni fisici della Puglia (o Lettera sulla malaria, datata 6 ottobre 1804), in Mémoires sur l'aérologie et l'élctrologie, I, Parigi, Imprimerie de Valade, 1806.[77]
- Giuseppe Maria Giovene, La mia villeggiatura, Parma, Stamperia Carmignani, 1804.
- Giuseppe Maria Giovene, Prospetto comparato della pioggia della Puglia, in Memorie di matematica e fisica della Società italiana delle scienze, 12, parte 2, Modena, Società Tipografica, 1805.[78]
- Giuseppe Maria Giovene, Descrizione e storia della cocciniglia dell'ulivo, in Atti della Società italiana delle scienze, 14 (parte seconda), 1807.
- Giuseppe Maria Giovene, Notizie di un banco di tufo lacustre in riva del mare presso Trani, in Atti della Società italiana delle scienze, Verona, 1808.[79]
- Giuseppe Maria Giovene, Notize geologiche e meteorologiche della Japigia, in Società Italiana delle Scienze, XV, Verona, Tipografia di Luigi Mainardi, 1810.
- Giuseppe Maria Giovene, Discorso pronunziato in occasione dell'installazione della Società agraria in Lecce, in Atti delle installazioni delle società d'agricoltura del Regno di Napoli, 1810.
- Giuseppe Maria Giovene, Notize geologiche su le due Puglie, Peucezia e Daunia e della Provincia di Principato Citra nel Regno di Napoli. (continuazione delle precedenti Notizie geologiche)[80]
- Giuseppe Maria Giovene, Delle cavallette pugliesi, in Memorie di matematica e di fisica della Società italiana delle scienze, XVI, parte II, Verona, Tipografia di Luigi Mainardi, 1813.
- Giuseppe Maria Giovene, Dissertazione sul sacramento della penitenza, in Biblioteca Cattolica, vol. 8, Napoli, 1827,  p. 291.
- Giuseppe Maria Giovene, Di alcuni pesci del mare di Puglia, ricevuta adì 28 giugno 1827, in Memorie di matematica e di fisica della Società italiana delle scienze residente in Modena, XX, parte delle Memorie di fisica, Modena, Tipografia Camerale, 1829.[65]
- Giuseppe Maria Giovene, Sopra alcune rose prolifere, in Atti della Società italiana delle scienze, vol. 11.
- Giuseppe Maria Giovene, Lettera ad un amico in Provincia di Lecce su la piantagione della vigna, dopo il 1807.
- Giuseppe Maria Giovene, Lettera al dottor Cosimo Moschettini su la ruggine [malattia del grano].
- Giuseppe Maria Giovene, Orobanche.
- (LA) Giuseppe Maria Giovene, Kalendaria Vetera Manuscripta Aliaque Monumenta Ecclesiarum Apuliae et Japigiae - Pars I, Napoli, Typographia Vid. Realis et Filior, 1828.[27]
- Giuseppe Maria Giovene, Esame dell'opera di Mastrofini sopra l'usura.[81]
- (LA) Giuseppe Maria Giovene, Vita Beati Conradi Bavari, Napoli, Tipografia Garrucci, 1836., dopo la morte di Giovene è stato anche tradotto in italiano:  Giuseppe Maria Giovene, Vita del Beato Corrado Bavaro, traduzione di Vito Fornari, Napoli, Tipografia sita Carrozzieri a Montoliveto n. 13, 1839.
- Giuseppe Maria Giovene, Della nitriera naturale di Molfetta, detta Pulo, in Opere, vol. 2, 1839-1841. (pubblicata dopo la morte)[82]

### Altre opere (alcune inedite oppure mai scritte)
- (LA) Kalendaria Vetera Manuscripta Aliaque Monumenta Ecclesiarum Apuliae et Japigiae - Pars II.[83][84]
- (LA) Topographia locorum aliquot Japigiae ementata.[83][84]
- Delle chiese suburbane e numero dei vescovi di esse.[83][84][77]
- Del digiuno e dell'astinenza ecclesiastica.[83][84]
- Che bastano i soli salmi per provare una divina rivelazione.[83][84]
- Conformità dell'agricoltura con lo spirito del Cristianesimo.[83][84]
- Catalogo ragionato dei grilli di Puglia.[83]
- La mia villeggiatura - Parte seconda.[83]
- Conformità dell'agricoltura con lo spirito del Cristianesimo.[83]
- Discorsi tenuti nell'Accademia di Religione Cattolica in Roma - I - Della celebrità di N.S. Gesù Cristo.[83][84][77]
- Discorsi tenuti nell'Accademia di Religione Cattolica in Roma - II - Della pretesa antichità del tempo.[83][84][77]
- Discorsi tenuti nell'Accademia di Religione Cattolica in Roma - III - Delle lave dell'Etna e degli argomenti che si pretende tirare per la molta antichità della Terra.[83][84][77]